# Asago Art Forest

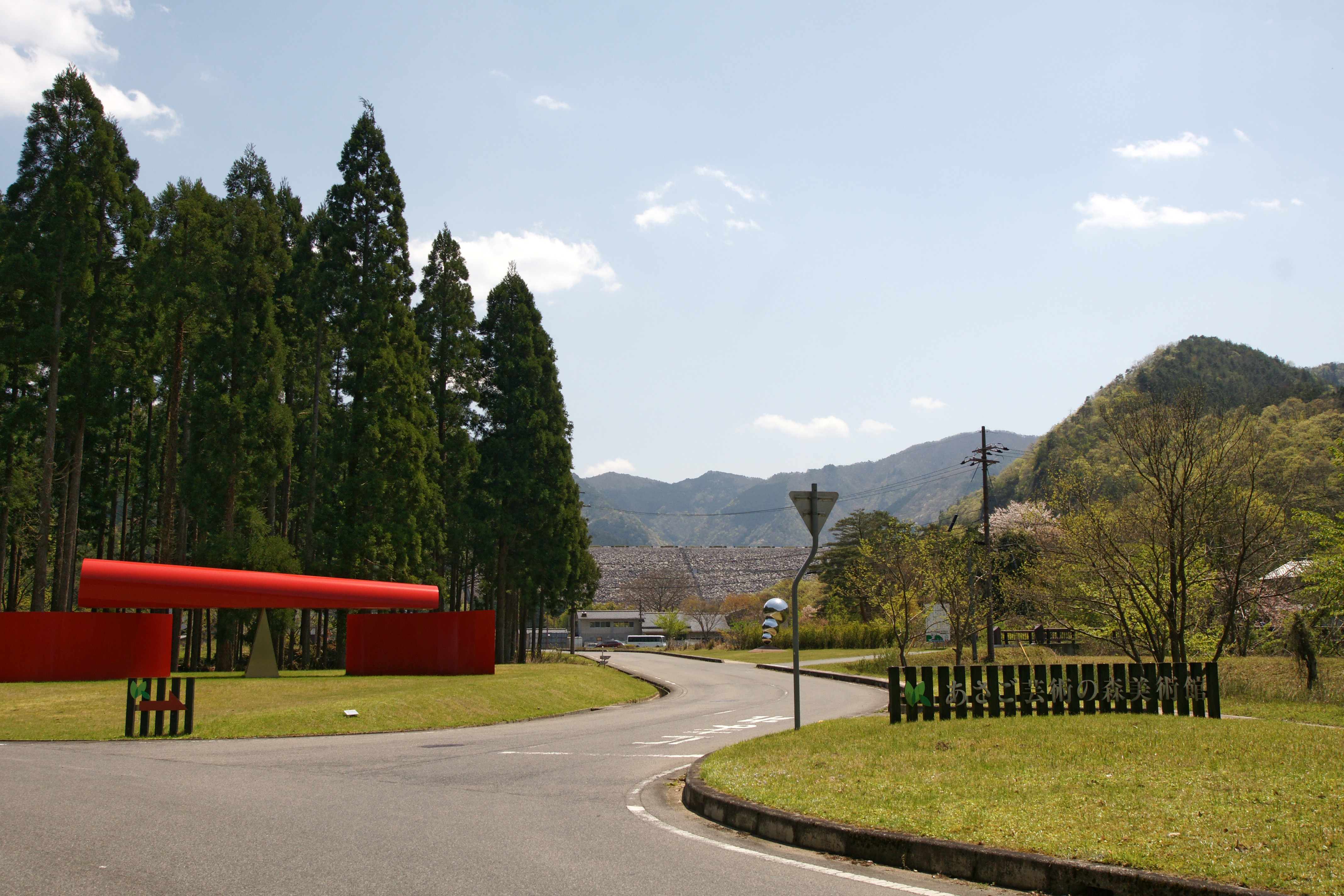
Het Asago Art Forest en Asago Art Village gezien vanaf de stuwdam

Het Asago Art Forest is een beeldenpark voor moderne en hedendaagse beeldhouwkunst in de Japanse stad Asago in de prefectuur Hyogo (regio Kansai).

## Het complex
Het 10 hectare grote park, dat is gelegen in de Tataragi Valley bij de Tataragi stuwdam ten oosten van Asago, werd in 2001 voor het publiek geopend. Het park biedt naast de permanente collectie sculpturen ruimte aan de regelmatig georganiseerde Asago Open-Air Sculpture Exhibition. De aanleg/bouw vergde een voorbereidingstijd van acht jaar. In het voormalige kantoor van de Kansai Electric Power Company, dat op het terrein is gelegen, is een sculptuurmuseum gerealiseerd: het Asago Art Village. Bovendien biedt het naastgelegen Asago Eco Park een concertpodium.

## Fotogalerij

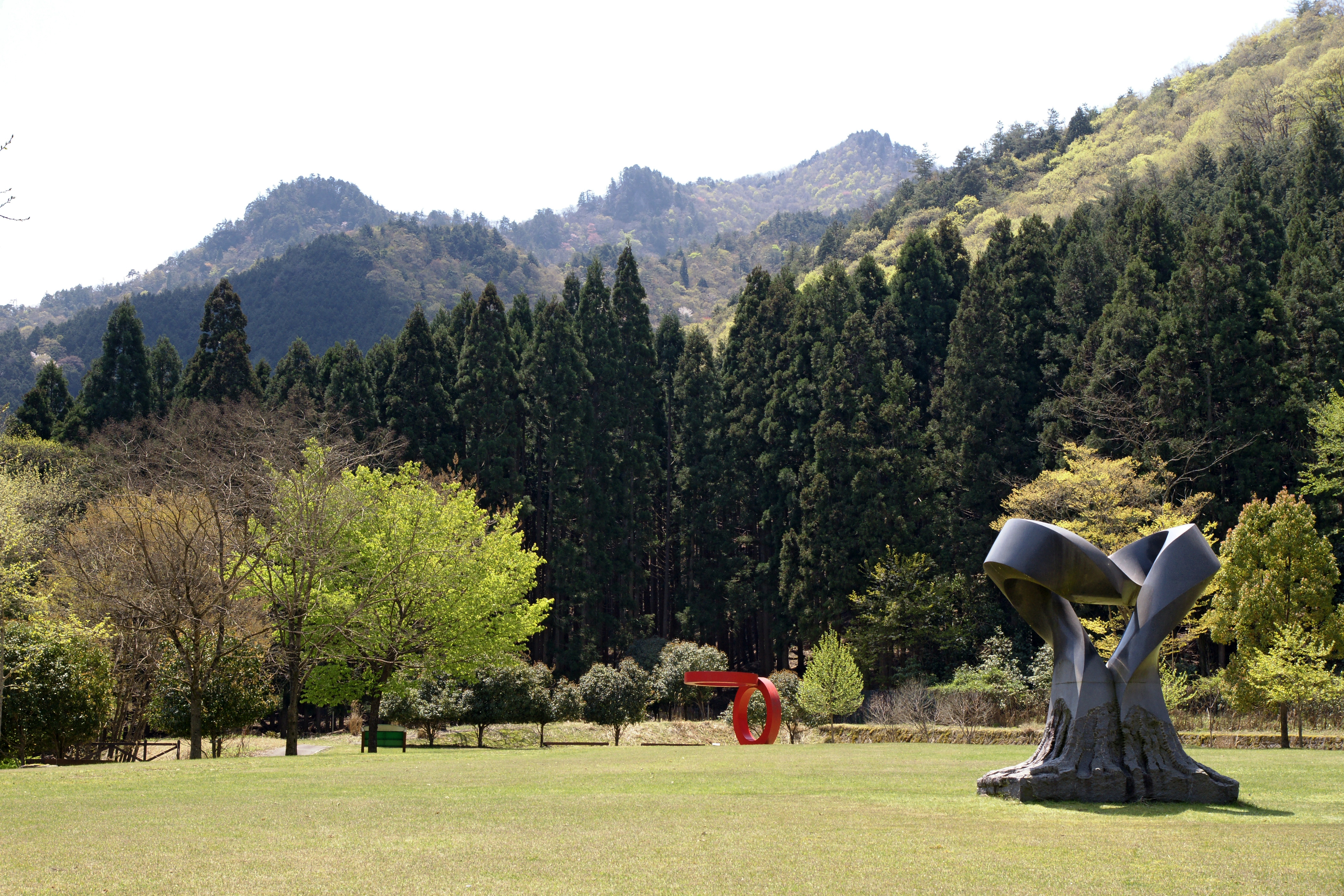
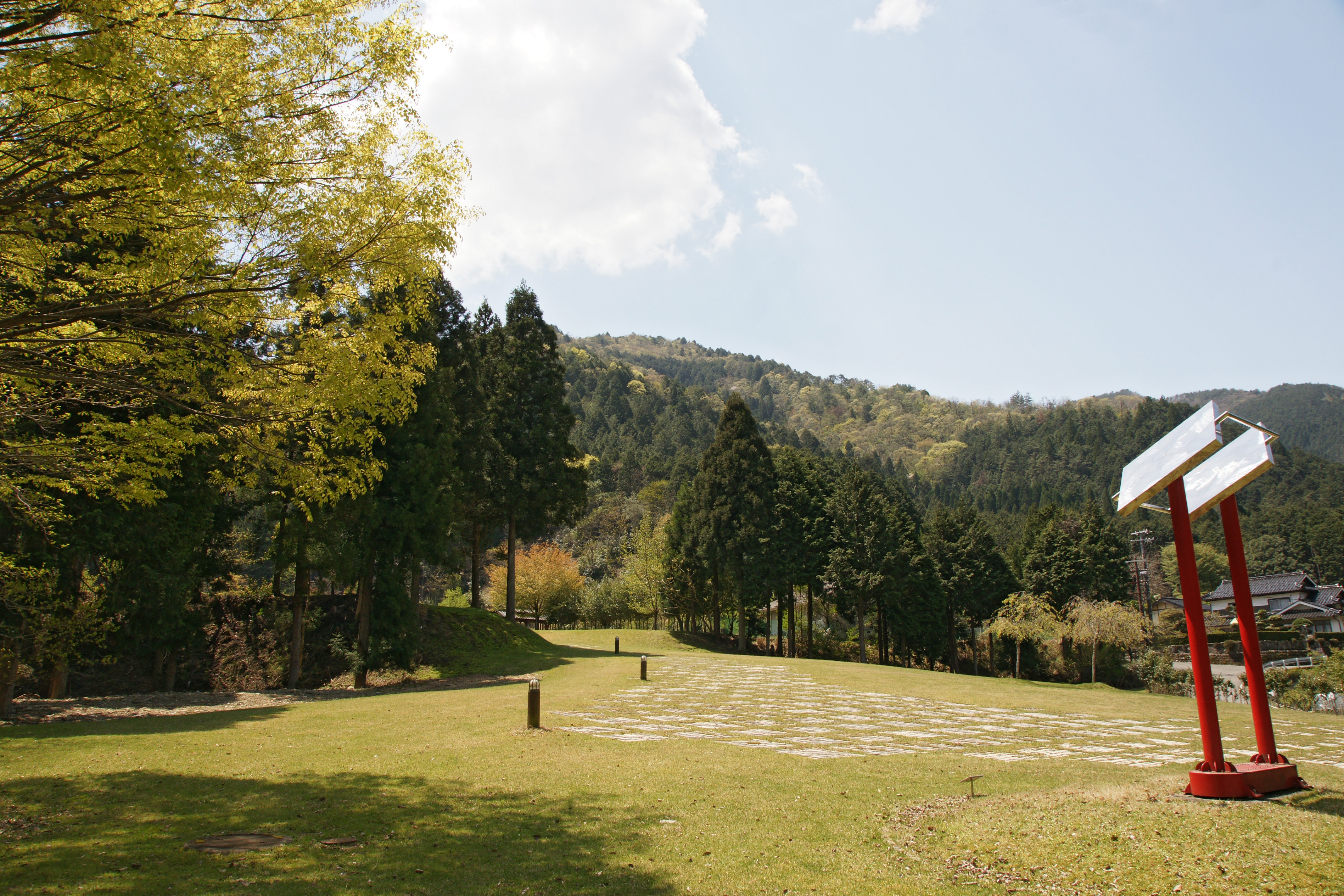
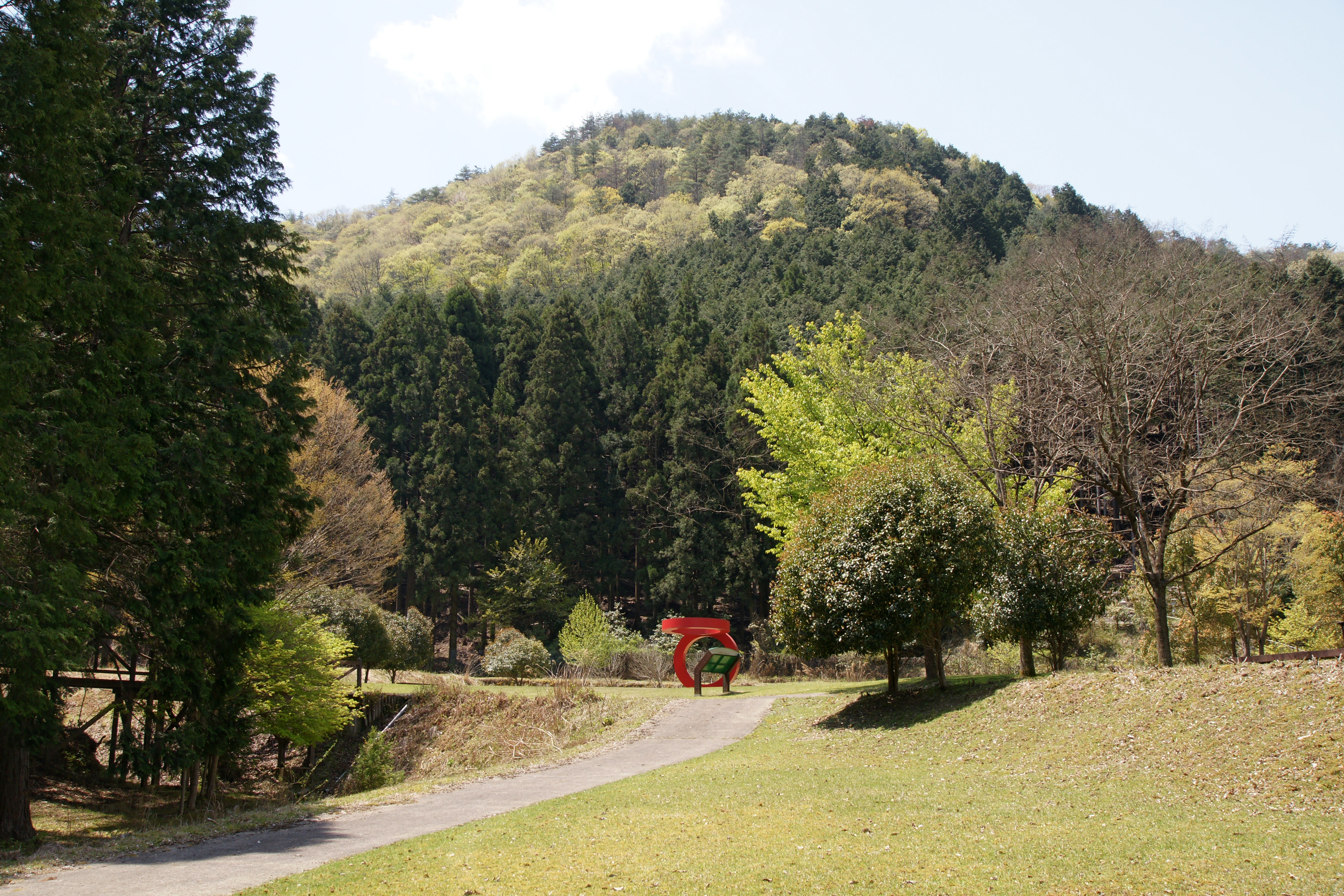